# Condado de Jackson (Georgia)
El condado de Jackson (en inglés: Jackson County), fundado en 1796, es uno de 159 condados del estado estadounidense de Georgia. En el año 2009, el condado tenía una población de 63 544 habitantes y una densidad poblacional de 15 personas por km². La sede del condado es Jefferson.

## Geografía
Según la Oficina del Censo, el condado tiene un área total de 968 km² (373,7 mi²), de la cual 959 km² (370,3 mi²) es tierra y 8 km² (3,1 mi²) (0.85%) es agua.

### Condados adyacentes
- Condado de Banks (norte)
- Condado de Madison (este)
- Condado de Clarke (sureste)
- Condado de Oconee (sur)
- Condado de Gwinnett (suroeste)
- Condado de Barrow (oeste)
- Condado de Hall (noroeste)

## Demografía
Según el censo de 2000, los ingresos medios por hogar en el condado eran de $40 349, y los ingresos medios por familia eran $46 211. Los hombres tenían unos ingresos medios de $34 063 frente a los $22 774 para las mujeres. La renta per cápita para el condado era de $17 808. Alrededor del 12.00% de la población estaban por debajo del umbral de pobreza.

## Transporte

### Principales carreteras
- Interestatal 85
- U.S. Route 441
- U.S. Route 129
- Ruta Estatal de Georgia 11
- Ruta Estatal de Georgia 15
- Ruta Estatal de Georgia 82
- Ruta Estatal de Georgia 98
- Ruta Estatal de Georgia 124
- Ruta Estatal de Georgia 330
- Ruta Estatal de Georgia 332
- Ruta Estatal de Georgia 334
- Ruta Estatal de Georgia 335
- Ruta Estatal de Georgia 346

## Localidades
- Arcade
- Braselton
- Commerce
- Hoschton
- Jefferson
- Maysville
- Nicholson
- Pendergrass
- Talmo

### Comunidades no incorporadas
- Apple Valley
- Attica
- Brockton
- Center
- Clarksboro
- Constantine
- Dry Pond
- Ednaville
- Fairview
- Grove Level
- Holders
- Holly Springs
- Red Stone
- Sells
- Stoneham
- Thompsons Mills
- Thurmack
- Thyatira
- Wilsons Church